# Rogers & Spencer Perkussionsrevolver
Der Rogers & Spencer Revolver ist ein Perkussionsrevolver, der während des Amerikanischen Bürgerkriegs von der Firma Rogers & Spencer in Utica New York, gefertigt wurde.

## Geschichte
Auf dem Höhepunkt des Bürgerkrieges gab die Unionsregierung die Entwicklung eines neuen Revolvers in Auftrag. Ziel war es, eine neue Standardwaffe für Offiziere und Kavallerie zu entwickeln. Die US-Regierung favorisierte das Konzept der Firma Rogers & Spencer (Willowvale/N.Y.) und orderte am 29. November 1864 den Revolver in einer Auflage von 5000 Stück. Die Produktion von Revolvern war für Rogers & Spencer & Co. nicht neu, die Firma hatte bereits in den späten 1850er Jahren Revolver für die Firma "C.S.Pettengill" und 1863–64 für "Austin T. Freeman" hergestellt.
Der neue Revolver vereinte und verbesserte bestimmte Eigenschaften bisheriger Waffen.  Neu war das Single Action-Schloss, basierend auf dem Patent Nr. 36861 von Augustin T. Freeman vom 4. November 1862.
Die Produktion lief erst 1865 an und das Kriegsende kam der Massenproduktion zuvor. Daher wurde die Waffe nur mehr vereinzelt im Bürgerkrieg eingesetzt. Die Produktion wurde mangels Nachfrage bald eingestellt. Von den 5800 produzierten Waffen übernahm die  Regierung 5000 und rüstete damit Teile der Armee, Polizei etc. aus. Diese Waffen sind an der unten an der linken Griffschale eingepressten Inspektormarke RPB (für Robert P. Barry) erkennbar. Die von der Regierung nicht verteilten Waffen wurden 1901 von der Firma Francis Bannerman, einem New Yorker Händler von Militärmaterial übernommen und gingen in den Zivilmarkt.

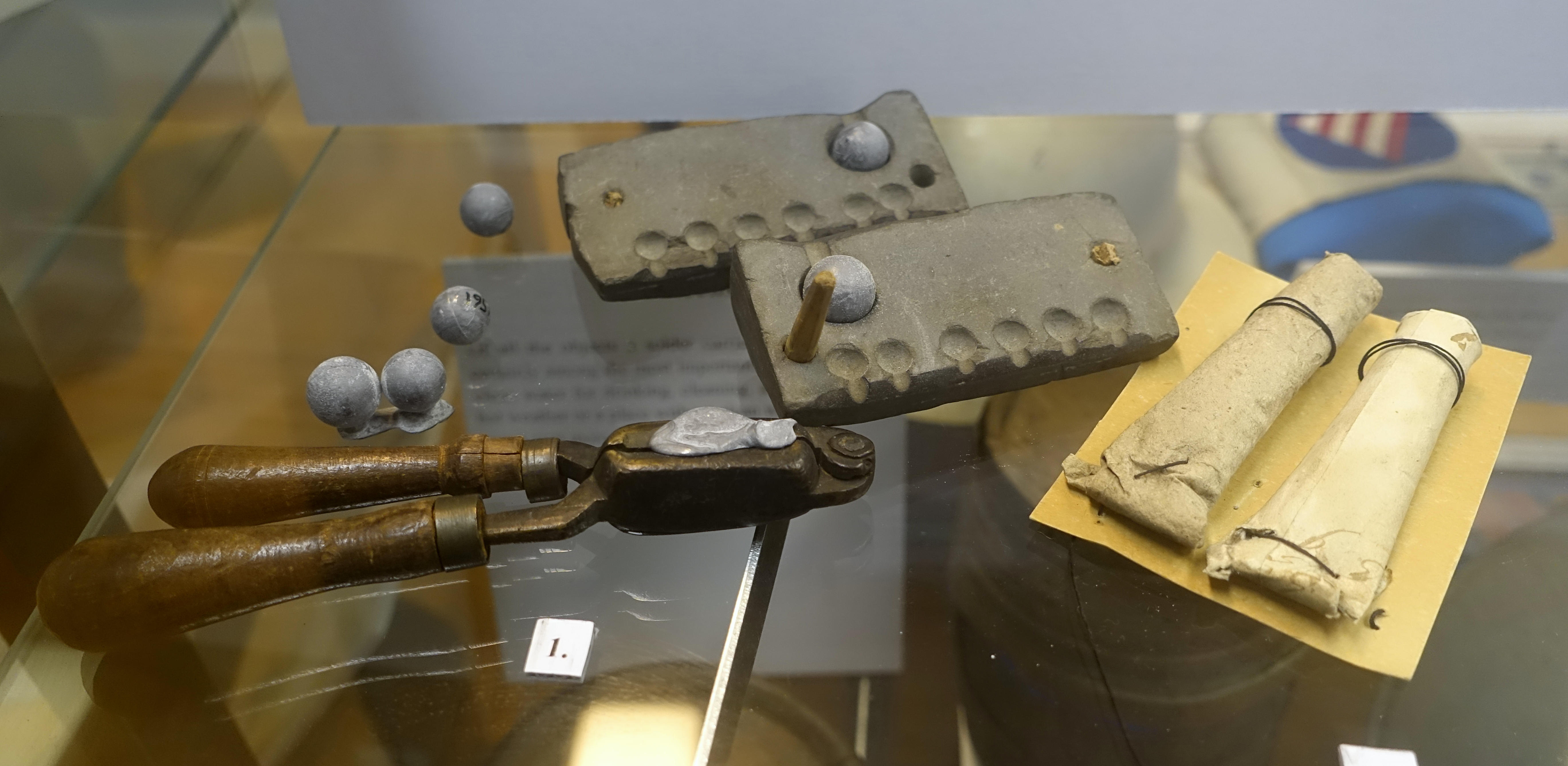
Papierpatronen für Vorderlader, spätes 18. Jahrhundert

## Aufbau, Funktion
Der Rogers & Spencer Revolver erinnert auf den ersten Blick an den Remington New Model Army. Tatsächlich entsprach der Aufbau der Waffe äußerlich dem Remington, wie dieser hatte er einen geschlossenen Rahmen und einen Achtkantlauf, beides im Unterschied zu den späteren Colt Perkussionsrevolvern. Ein Vorteil der Waffe gegenüber Waffen anderer Hersteller war der gute Zugang zum Piston, dadurch konnten die Zündhütchen einfach und unkompliziert aufgesetzt werden. Oben auf dem Rahmen war ROGERS & SPENCER/UTICA N.Y. eingeschlagen.
Der Revolver wurde im Kaliber .44 mit einem 7,5 Zoll-Lauf hergestellt, Gesamtgewicht, 1,3 kg, Länge 35 cm. Geladen wurde er mit Papierpatronen, Rund oder Spitzkugeln. Er galt als exakt und genau verarbeitet, was sich positiv auf die Funktionalität auswirkte. Zudem war er gut ausbalanciert, um dem Schützen höchstmögliche Genauigkeit (Treffsicherheit) zu bieten.

## Repliken
1977 erschien von Lucianos Amadis Firma Euroarms eine Replik des Revolvers, der sich bald als robustes und präzises Sportgerät erwies.
Wegen der genannten Vorteile brachte die Firma Feinwerkbau 1985 eine Replik des R&S-Revolvers heraus, die trotz ihrem hohen Preis bei den Schwarzpulverschützen alsbald wegen ihrer Treffsicherheit und hohen Funktionalität beliebt wurde.
Da die Waffe nur in einer Zahl von 3000 Stück für das Unternehmen Sportartikel König in Bretzfeld-Geddelsbach hergestellt wurde, FWB aber den R&S nach dem Abverkauf auch selbst vermarkten wollte, eine Kollision mit Rechten der Fa. König jedoch vermieden werden sollte, wurde die nachfolgende Produktion ab dem Jahr 2004 (eingestellt 2013) als "History No. 2" bezeichnet.
Auch die Fa. Davide Pedersoli hat eine Replik des R&S-Revolvers im Programm.